# 寿峠
寿峠（ことぶきとうげ、繁体字中国語: 壽𡶛 / 壽卡）は台湾屏東県と台東県に跨る南迴公路（台湾省道台9戊線）上にある海抜約460メートルの峠。

## 概要
中央山脈南端の尾根にある窪地で、屏東県獅子郷草埔村と台東県達仁郷森永村に属する。近年は環島ブームなどで自転車やオートバイによるツーリングでの休息地点となっている。
日本統治時代に現在の南迴公路の前身となる楓港台東道路が整備され、途中の窪地が経路上の最高標高地点となった。日本人が「寿峠」と呼ぶようになって戦後もそのまま使われている。なお、所在地の森永村も、日本統治時代に森永製菓の農場があったことに由来する。
峠にはかつて県道199号との合流点に検問所があったが。1997年10月15日に国防部と内政部による入山規制解除の公告がなされると検問所は廃止、放置された。
その後国内でレジャー活動が広まるにつれて、自転車やオートバイで南迴公路走破に挑戦する愛好家が増えた。約21kmの勾配が峠まで続き、サイクリストたちは峠で休息するようになった。
検問所跡は「鐵馬驛站」（日本のサイクリングターミナルに相当）として発展していった。南迴公路を含む台9線の大部分が台湾本島を一周するサイクリングルート「環島1号線」に組み込まれている。
自転車環島では、宜蘭県の蘇花公路が急峻かつ大型車の通行が多い狭小な道が続くことで、当該区間を鉄道で回避することが推奨されているため、寿峠前後のこの区間が事実上の難所ということになる。
峠は台9線および県道199号の交差点としてだけではなく、台東と屏東両県の往来、さらには台湾本島の東部と西部の往来においても恒春半島の付け根に位置することから、東源湿地、旭海、墾丁などの観光地に通ずる要衝となっている。2019年12月23日、南迴公路改善計画により草埔トンネルを含む新道が開通し、所要時間が短縮された。（草埔から安朔までの旧道となる寿峠を含むこの区間は支線（台9戊線）に格下げ）

### 鐵馬驛站
台湾各地のコンビニや警察施設、廃駅舎を活用した鐵馬驛站（ティエマー・イーチャン）は空気入れや便所を備えたサイクリスト向けの施設で、この峠にも設置されている（台9線455.350km地点）。最初は検問所跡の建屋がそのまま使われていたが、サイクリストの増加を受けた屏東県政府により、2009年に正式な「壽卡鐵馬驛站」の看板が掲げられた。元検問所の建屋には台湾原住民の排湾族のトーテムやオブジェがあしらわれている。休息は可能だが、周辺に商店などはない。
多いときで1日500名近い観光客がここで記念撮影をしていく。2016年末に2ヶ月間閉鎖し、交通部観光局の補助金でリフレッシュ工事が行われた。
それまでは記念として壁や至るところに自分の名前を落書きしていく旅行者が多く、排湾族のオブジェもその標的となり問題化していたが、リフレッシュ工事で除去された。
この地点での年間雨量は1980年から2018年の平均で3,441mm、最大雨量は2005年の5,551mmとなっている。

## 周辺の観光地
- 佳楽水（中国語版）
- 南仁湖（中国語版）
- 牡丹水庫（中国語版）
- 東源湿地（中国語版）
- 旭海草原
- 阿塱壹古道（中国語版）
- 石門古戦場（中国語版）
- 四重渓温泉
- 九棚大沙漠（港仔大沙漠）
- 墾丁国家公園
- 雙流国家森林遊楽区（中国語版）

## 公共交通
国光客運1778路（枋寮 - 大武）：「壽卡」停留所

### 註釈
1. ↑  「山」+「上」+「下」の『峠』は和製漢字のため、「𡶛」や「卡」で代用される。
2. ↑  車城郷からは約37km[7]
3. ↑  台湾では自転車を「自行車」、「單車」、「腳踏車」、「鐵馬」と表現する。